# Wolfgang Zacharias
Wolfgang Hans Zacharias (* 28. Oktober 1941 in Gauting; † 26. April 2018) war ein deutscher Kunst- und Kulturpädagoge.

## Leben
Wolfgang Zacharias stammte aus der Regensburger Künstler- und Malerfamilie Zacharias. Er war der Sohn des Grafikers und Pädagogen Alfred Zacharias und seiner Ehefrau Irmgard, Enkel des Hoffotografen Rudolf Zacharias und Neffe des Kunstmalers Günther Zacharias (1913–1943). Sein Bruder ist der Künstler und Hochschullehrer Thomas Zacharias, seine Schwester Veronika Zacharias ist Kunstmalerin.
Zacharias studierte in München, Stuttgart und Paris und machte den Doktortitel in Philosophie. Er war Mitbegründer der Initiativen KEKS und Pädaktion, außerdem Vorstand der Pädagogischen Aktion SPIELkultur e.V., Mitbegründer und stellvertretender Vorsitzender der Landesvereinigung kulturelle Bildung Bayern e.V., Vorstand des Bundesverbands Jugendkunstschulen und kulturpädagogische Einrichtungen (BJKE Unna), Mitglied im Sprecherrat der Landesgruppe Bayern der Kulturpolitischen Gesellschaft e.V. und seit 2005 Honorar-Professor an der Hochschule Merseburg für Kulturpädagogik/ Spielpädagogik und arbeitete hier in der Lehre (BA Kultur- und Medienpädagogik, MA Angewandte Medien- und Kulturwissenschaft). Von 1983 bis 2006 war er im Kulturreferat der Landeshauptstadt München beschäftigt. Er gilt als einer der Begründer der außerschulischen Kulturellen Bildung in den 80er Jahren und war langjähriges Vorstandsmitglied der Kulturpolitischen Gesellschaft (Bonn).

## Werke (Auswahl)
- zusammen mit Gerd Grüneisl: Die Kinderstadt: eine Schule des Lebens. Handbuch für Spiel, Kultur, Umwelt, Reinbek bei Hamburg, Rowohlt, 1989
- zusammen mit Hildegard Bockhorst und Vanessa-Isabelle Reinwand (Hrsg.): Handbuch Kulturelle Bildung (Kulturelle Bildung, Band 30), kopaed verlag, München 2012, ISBN 978-3-86736-330-3.
- Vermessungen – im Lauf der Zeit und in subjektiver Verantwortung, Hamburg University Press, 2006
- Kulturpädagogik, Opladen, Leske und Budrich, 2001
- Kultur und Bildung, Kunst und Leben, Essen Klartext-Verl., 2001
- Interaktiv – Medienökologie zwischen Sinnenreich und Cyberspace, München : KoPäd-Verlag, 2000
- Gelebter Raum, München : Pädagogische Aktion, 1989
- Sinnenreich, Essen, Klartext-Verlag, 1994